# Michelle Heimberg
Michelle Luisa Heimberg (* 2. Juni 2000 in Wettingen) ist eine Schweizer Wasserspringerin, die im Kunstspringen vom 1- und 3-Meter-Brett sowie im Synchronspringen vom 3-Meter-Brett aktiv ist. Sie gewann 2017 für den Schweizer Verband die ersten Medaillen bei Europameisterschaften im Wasserspringen.

## Karriere
Heimberg, die in Fislisbach aufwuchs, begann im Alter von vier Jahren mit dem Kunstturnen. Aufgrund guter Leistungen im Jugendbereich wurde sie in den Schweizer Nachwuchskader aufgenommen. Aufgrund von Patellafrakturen beider Kniescheiben musste sie ihre Kunstturnkarriere bereits als Zwölfjährige beenden. Über Schwimmen und Rudern kam sie schliesslich zum Wasserspringen. Auch dort war sie schnell Teil der nationalen Leistungsspitze, weshalb sie bereits im Frühjahr 2014 ihre ersten internationalen Wettkämpfe bestritt. Beim 7-Nationen-Jugendländerkampf in Amsterdam und dem International Youth Diving Meet in Dresden gelangen ihr vom 1- und 3-Meter-Brett jeweils Top-10-Platzierungen in der Altersklasse. Mit der Silbermedaille vom 1-Meter-Brett und der Goldmedaille vom 3-Meter-Brett erreichte sie beim 4° Trofeo Niccolò Campo im Sommer 2014 in Rom ihre ersten Medaillen in der Altersklasse.

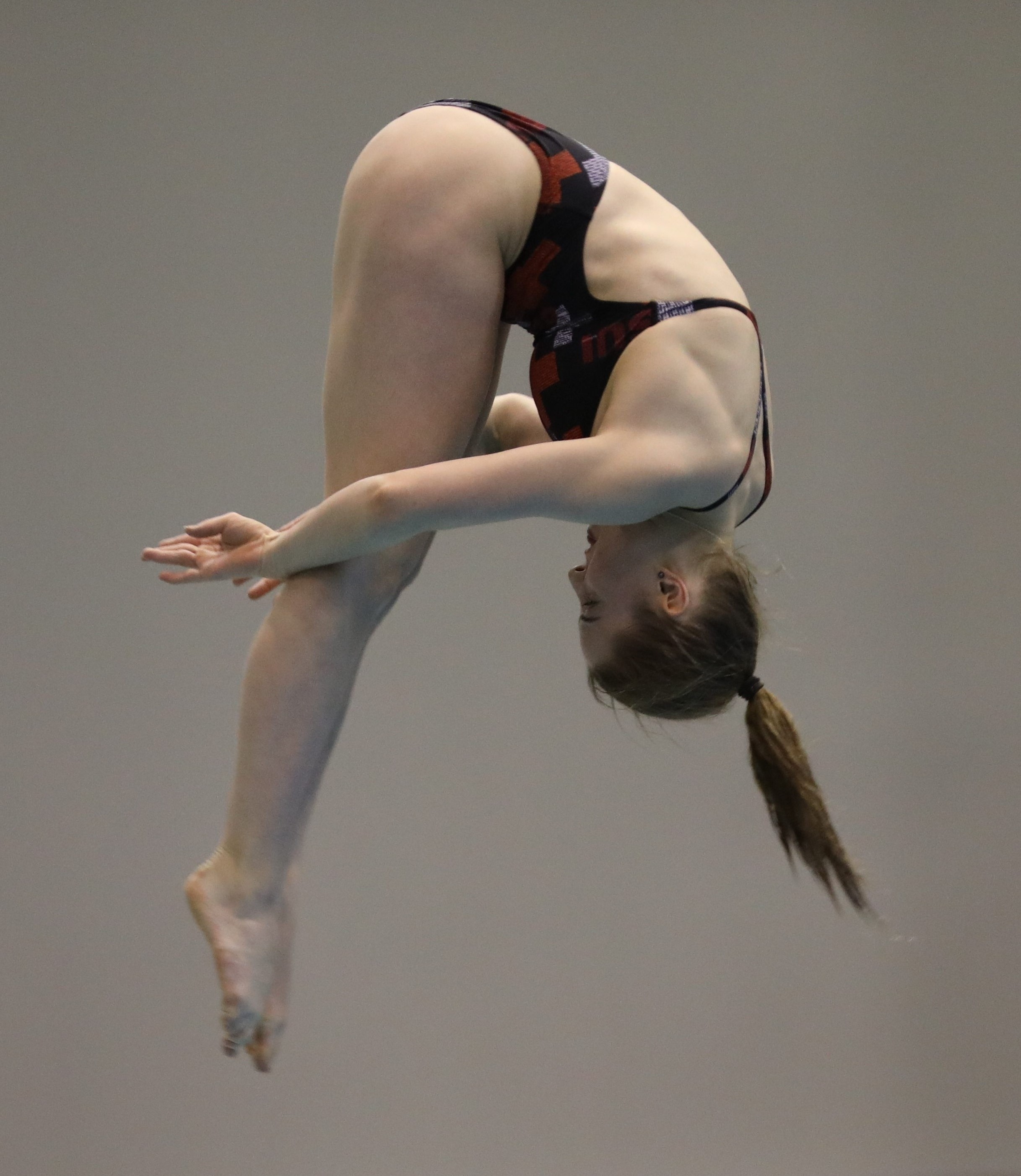
Heimberg bei den Internationalen Deutschen Hallenmeisterschaften im Wasserspringen 2018 in Rostock

Bei den Jugendeuropameisterschaften 2015 in Moskau gelang ihr mit der Bronzemedaille ein weiterer Erfolg, 2016 in Rijeka erreichte Heimberg den vollen Medaillensatz: Bronze vom 1-Meter-Brett, Silber vom 3-Meter-Brett und Gold zusammen mit Madeline Coquoz im Synchronspringen. 2017 gelangen ihr in der offenen Kategorie bei den Internationalen Deutschen Hallenmeisterschaften in Berlin der Sieg vom 3-Meter-Brett sowie der 2. Platz vom 1-Meter-Brett. Es gelang ihr die Qualifikation für die Schwimmweltmeisterschaften 2017 in Budapest, wo sie vom 1-Meter-Brett Fünfzehnte der Qualifikation wurde, im Vorkampf vom 3-Meter-Brett Rang 24 und mit Jonathan Suckow beim Synchronspringen vom 3-Meter-Brett den achten Platz erreichte. Bei den Jugendeuropameisterschaften 2017 in Bergen erreichte sie drei Silbermedaillen – im Synchronspringen erneut mit Madeline Coquoz. Bei den Europameisterschaften im Wasserspringen 2017 in Kiew gelang Heimberg, zu diesem Zeitpunkt noch Juniorin, Historisches: Nach Platz 6 vom 1-Meter-Brett sprang sie zur Silbermedaille vom 3-Meter-Brett; sie musste sich nur Hanna Pysmenska geschlagen geben. Sie gewann damit die erste Medaille für die Schweiz in der 91-jährigen Geschichte der kontinentalen Titelkämpfe. Bei den Jugendeuropameisterschaften 2018 in Helsinki reichte es nur zu Platz 4 vom 1-Meter-Brett und Silber vom 3-Meter-Brett – am Synchronspringen nahm sie mangels Teampartnerin nicht teil. Seit 2018 startet Heimberg regelmässig beim FINA Grand Prix sowie beim Weltcup im Wasserspringen. Bei den Schwimmeuropameisterschaften 2018 in Glasgow belegte sie Rang 9 im Springen vom 1-Meter-Brett, punktgleich mit Nadeschda Baschina Platz 5 vom 3-Meter-Brett und zusammen mit Jonathan Suckow ebenfalls Platz 5 im Synchronspringen vom 3-Meter-Brett. 2018 gelang Heimberg auch die Qualifikation für die Olympischen Jugend-Sommerspielen. In Buenos Aires belegte sie vom 1-Meter-Brett und im Mixed-NOC-Synchronspringen zusammen mit Lou Massenberg jeweils Platz 8.
Zur spezifischen Vorbereitung auf die Olympischen Spiele beschäftigt sie seit 2019 den Sportwissenschaftler Sandro Galli als Athletiktrainer. Beim Wasserspring-Weltcup in Tokio Anfang Mai 2021, der gleichzeitig als Qualifikationswettkampf für die Olympischen Sommerspiele 2020 an gleicher Stelle diente, wurde Heimberg Zehnte vom 3-Meter-Brett. Ihr gelang damit die Olympiaqualifikation über einen Quotenplatz, womit die Schweiz erstmals seit Athen 2004 wieder im Wasserspringen vertreten war. Bei den Schwimmeuropameisterschaften 2020 in Budapest, die aufgrund der COVID-19-Pandemie erst im Mai 2021 ausgetragen wurden, gewann sie Silber vom 1-Meter-Brett und wurde Fünfte vom 3-Meter-Brett.